# 老厂乡 (新平县)
老厂乡，是中华人民共和国云南省玉溪市新平彝族傣族自治县下辖的一个乡镇级行政单位。

## 行政区划
老厂乡下辖以下地区：
苛苴社区、太桥村、太和村、转马都村、马家坝村、罗柴冲村、保和村、黑查莫村、哈科底村、勐炳村和马房村。